# Thomas Meyer (Philosoph)
Thomas Meyer (* 1966 in Bernkastel-Kues) ist ein deutscher Philosoph.

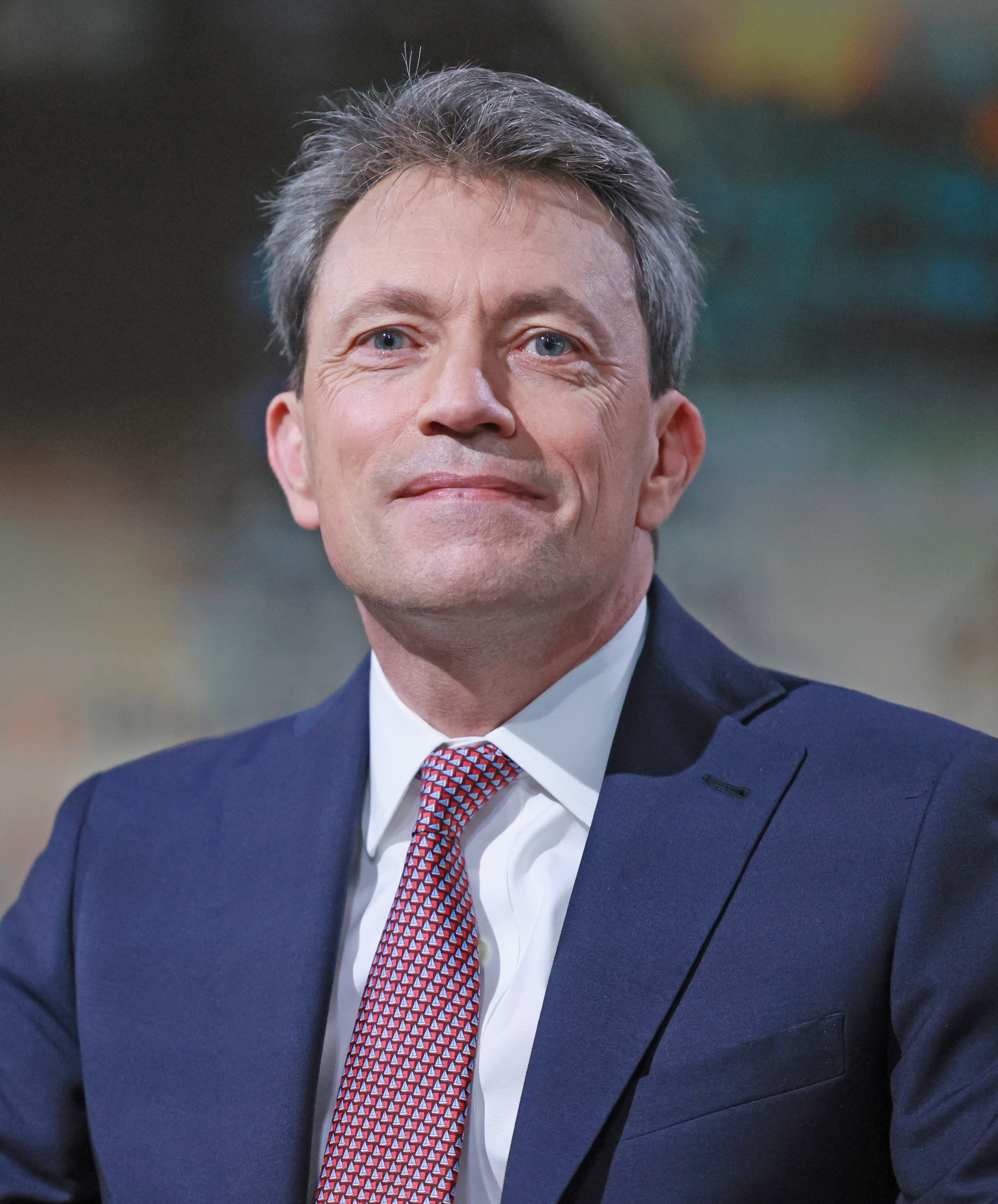
Thomas Meyer, 2023

## Leben
Er studierte Philosophie, Moderne Deutsche Literatur und Altphilologie in München. Er promovierte 2003 an der LMU München und schloss 2009 seine Habilitation an der LMU ab. Er erhielt Stipendien und Gastprofessuren am Max-Weber-Kolleg Erfurt, an der Karl-Franzens-Universität Graz, der ETH Zürich, der Universität Chicago, der Vanderbilt University Nashville, der Wake Forest University Winston-Salem sowie der Boston University.
Seine Schwerpunkte sind Ideengeschichte und jüdische Philosophie des 19./20. Jahrhunderts sowie Kulturphilosophie.

## Schriften (Auswahl)
- Ernst Cassirer. Hamburg 2006, ISBN 3-8319-0217-8.
- Vom Ende der Emanzipation. Jüdische Philosophie und Theologie nach 1933. Göttingen 2008, ISBN 3-525-35094-5.
- Zwischen Philosophie und Gesetz. Jüdische Philosophie und Theologie von 1933 bis 1938. Leiden 2009, ISBN 978-90-04-16761-2.
- Was heißt und zu welchem Ende studiert man jüdisches Denken? Graz 2013, ISBN 978-3-7011-0269-3.
- Hannah Arendt. Die Biografie. Piper, München 2023, ISBN 978-3-492-05993-0.[1][2]